# Gyékényes
Gyékényes ist eine ungarische Gemeinde im Kreis Csurgó im Komitat Somogy.

## Geografische Lage
Gyékényes liegt im südwestlichen Teil Ungarns, gut sieben Kilometer südwestlich der Kreisstadt Csurgó und etwa einen Kilometer von der Grenze zu Kroatien entfernt. Nachbargemeinden sind Porrogszentkirály und Zákány. Die nächste größere Stadt  Nagykanizsa liegt 25 Kilometer nördlich. Jenseits der Grenze befindet sich der kroatische Ort Gotalovo.

## Geschichte
Gyékényes wurde um 1380 erstmals urkundlich erwähnt. Nach dem Fall von Nagykanizsa 1600 in einem der Türkenkriege, wurde das Dorf von den Türken erobert. Erst gegen Ende der Zweiten Wiener Türkenbelagerung kam das Gebiet Ende des 17. Jahrhunderts wieder in christlichen Besitz. 1859 brannte ein bedeutender Teil des Dorfes ab. Die bis dann selbständigen Siedlungen Alsógyékényes und Felsőgyékényes vereinigten sich unter dem Namen Gyékényes, wodurch die heutige Gemeinde entstand. 1870 wurde die Bahnstrecke von Gyékényes in Richtung Kroatien eröffnet, der erste Zug von Gyékényes nach Zagreb verkehrte am 5. Jänner des gleichen Jahres. Seit 1932 wird am Rande der Siedlung Kiestagebau betrieben, der einen wichtigen Arbeitgeber für die Einwohner des Orts und den Grund für die Errichtung des Baggersees darstellt.

## Natur
Gyékényes ist von waldreichem Gebiet (Lankóci erdő) geprägt. Seit 1996 ist der Ort Teil des Duna-Dráva-Nationalparks. Es finden sich Riedwald und Schachblumen, außerdem nistet der Waldstorch im Gemeindegebiet. Im Ort befindet sich mit dem Kotró ein überregional bekannter Baggersee, der zu einem Naturschutzgebiet gehört. Weiterhin ist die Umgebung durch Weinberge geprägt.

## Kultur und Sehenswürdigkeiten

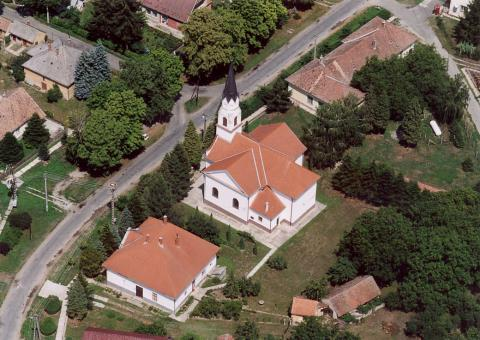
Luftbild der katholischen Kirche von Gyékényes

Eine wichtige Sehenswürdigkeit ist die 1835 erbaute römisch-katholische Kirche  Szent József im Stil des Klassizismus. Das Altarbild wurde 1886 vom ungarischen Künstler Károly Jakobey gestaltet. Die evangelische Kirche wurde 1887 im neugotischen Stil nach den Plänen von Valentin Morandini errichtet. Daneben finden sich im Ort das Fackel-Denkmal (Fáklyagyújtás-emlékmű) und die Holzskulptur Anya gyemekével.

## Verkehr
Gyékényes ist ein Bahnknoten und einer der ungarischen Grenzbahnhöfe von und nach Kroatien. Im Bahnhof sind die Bahnstrecken (Budapest–)Székesfehérvár–Gyékényes, Dombóvár–Gyékényes, Gyékényes–Pécs und Gyékényes–Dugo Selo(–Zagreb) miteinander verknüpft. Im Ort treffen die Landstraßen Nr. 6804 und Nr. 6808 aufeinander.